# ساماریا (میشیگان)
ساماریا (به انگلیسی: Samaria) یک منطقهٔ مسکونی در ایالات متحده آمریکا است که در میشیگان واقع شده‌است. ساماریا ۱۹۵٫۹۹ متر بالاتر از سطح دریا واقع شده‌است.